# Wedel (Familienname)
Wedel ist ein vorrangig im deutschen Sprachraum geläufiger Familienname, der sowohl ein Herkunfts- wie ein Übername sein kann.

## Namensträger

### A
- Adrian Wedel (* 1993), deutscher Bundessprecher der Linksjugend solid
- Albert Otto von Wedel-Parlow (1793–1866), Landrat des Kreises Angermünde
- Alfred von Wedel (1833–1890), Königlich Hannoverscher Offizier, Kammerherr und Schlosshauptmann
- Annegret von Wedel-Wolff (* 1948), deutsche Germanistin, Didaktikerin und Hochschullehrerin
- Anton Franz von Wedel (1707–1788), preußischer Kammerherr
- Artemi Wedel (1770–1808), ukrainischer Komponist

### B
- Benjamin Wedel (1673–1736), deutscher Buchhändler und Verleger
- Bernd von Wedel (1893–1959), pommerscher Gutsbesitzer
- Botho von Wedel (1862–1943), deutscher Diplomat, Botschafter in Österreich (1916–1919)

### C
- Carl von Wedel (Staatsrat) (1790–1853), Verwaltungsjurist, Osnabrücker Landdrost, hannoverscher Staatsrat und Minister.
- Carl Georg Friedrich Gerhard von Wedel (1827–1898), Politiker, Mitglied des preußischen Herrenhauses
- Carl Heinrich von Wedel (1712–1782), preußischer Generalleutnant und Politiker
- Carola Wedel (* 1953), deutsche Filmemacherin, Redakteurin, Moderatorin und Buchautorin
- Christa Gierke-Wedel (* 1954), deutsche Sportmoderatorin
- Christine Christ-von Wedel (* 1948), deutsch-schweizerische Historikerin
- Christoph von Wedel (1584–1672), Landrat in Hinterpommern
- Clemens von Wedel-Gödens (1866–1945), preußischer Landrat

### D
- Daniel Wedel (* 1965), dänischer Autor und Regisseur
- Dieter Wedel (1939–2022), deutscher Regisseur und Drehbuchautor
- Diether von Wedel (1910–1983), persönlicher Adjutant des Reichsministers für Volksaufklärung und Propaganda Joseph Goebbels
- Dirk Wedel (* 1974), deutscher Richter und Politiker (FDP)

### E
- Eduard Ferdinand Otto von Wedel (1813–1892), deutscher Gutsbesitzer, Stifter und königlich preußischer Offizier
- Eduard Leo von Wedel (1804–1868), deutscher Oberst und Direktor des Militär-Reit-Instituts
- Elisabeth von Wedel-Bérard (1848–1905), deutsche Schriftstellerin
- Emil von Wedel (1886–1970), deutscher Elektroingenieur und Verwaltungsbeamter
- Erhard von Wedel-Friis (1710–1786), königlich-dänischer Generalleutnant und Diplomat
- Erhard Gustav von Wedel (1756–1813), Generalmajor und Gouverneur
- Erhard von Wedel (Flügeladjutant) (1828–1885), hannoverscher Major und Flügeladjutant
- Erhard von Wedel-Gödens (1861–1931), Rittergutsbesitzer, Mitglied des Preußischen Herrenhauses und Abgeordneter des Hannoverschen Provinziallandtages
- Erhard Graf von Wedel (1879–1955), Jurist, deutscher Diplomat
- Ernst von Wedel (Politiker, 1825) (1825–1896), preußischer Gutsbesitzer und Politiker, MdH
- Ernst von Wedel (Kammerherr) (1838–1913), deutscher Premierleutnant, Kammerherr
- Ernst von Wedel (Politiker, 1844) (1844–1910), preußischer Gutsbesitzer, Stiftshauptmann und Politiker, MdH
- Ernst Eduard Ludwig Wedel (1804–1877), deutscher Mediziner
- Ernst Rüdiger von Wedel-Neuwedell (1631–1704), Direktor des Berliner Kammergerichts
- Erwin Wedel (1926–2018), deutscher Slawist und Lehrstuhlinhaber
- Ewald Joachim von Wedel (1676–1750), preußischer Justizjurist, Präsident des Hofgerichts Stettin

### F
- Ferdinand Wedel-Jarlsberg (1781–1857), norwegischer Offizier und Heeresreformer
- Ferdinand Julius Wedel-Jarlsberg (1823–1907), norwegischer Kapitän, in der norwegischen Marine tätig und als Ausbilder in der österreichischen k.u.k. Marine
- Friedrich Wedel (Architekt) (1855–??), deutscher Architekt
- Friedrich Wilhelm von Wedel (1798–1872), deutscher Generalleutnant
- Friedrich Anton von Wedel-Jarlsberg (1694–1738), dänischer Generalmajor
- Friedrich Wilhelm von Wedel-Jarlsberg (1724–1790), dänischer Statthalter und Schriftsteller
- Fritz Wedel (1916–1964), deutscher Politiker (FDP/DPS)
- Fritz Wedel Jarlsberg (1855–1942), norwegischer Jurist und Diplomat

### G
- Georg von Wedel (Diplomat) (1868–1950), deutscher Politiker und Diplomat
- Georg von Wedel-Friedland († 1580), Besitzer der Herrschaft Friedland, Johanniterkomtur und Landvogt zu Schivelbein
- Georg Clemens August von Wedel, deutscher Politiker, Präsident der Ostfriesischen Landschaft
- Georg Ernst von Wedel-Jarlsberg (1666–1717), dänischer Gouverneur
- Georg Vivigenz von Wedel (1710–1745), deutscher Oberstleutnant
- Georg Wedel (18. Jahrhundert), römisch-katholischer Priester, Professor in Amberg
- Georg Wolfgang Wedel (1645–1721), deutscher Mediziner, Leibarzt und Hochschullehrer
- Gottlob Heinrich Magnus von Wedel (1769–1831), preußischer Landrat des Saalkreises
- Gottlob Magnus Leopold von Wedel (1747–1700), preußischer Landjägermeister in Schlesien
- Gottlob Wilhelm Heinrich von Wedel (1774–1813), Präsident der Halberstädter Kriegs- und Domänenkammer
- Gudrun Wedel (* 1949), deutsche Historikerin
- Gustav von Wedel (General) (1826–1891), preußischer Generalmajor
- Gustav Wilhelm von Wedel (1641–1717), dänischer Feldmarschall

### H
- Hans von Wedel-Schivelbein (vor 1351–1391), Vogt der Neumark
- Hans Albrecht Wedel (1888–1917), deutscher Marineflieger
- Hasso von Wedel (Offizier) (1898–1961), deutscher Generalmajor und Leiter der Wehrmachtpropaganda
- Hasso von Wedel (Audiologe) (* 1943), deutscher Audiologe
- Hasso von Wedel-Falkenburg († 1378), Hofmeister der Mark Brandenburg und der Lausitz
- Hasso von Wedel-Polzin († 1353), Vogt in der Neumark
- Hasso von Wedel-Schivelbein, Vogt der Neumark
- Hasso (I) von Wedel-Uchtenhagen, Vogt der Neumark
- Hasso von Wedel (General, 1859) (1859–1935), preußischer Generalleutnant
- Hasso Adam von Wedel-Neuwedell (1622–1678), kurbrandenburgischer Gesandter
- Hedda von Wedel (* 1942), deutsche Juristin und Politikerin (CDU)
- Heidemarie von Wedel (* 1948), deutsche Fotografin
- Heima von Wedel (1902–1992), deutsche Malerin und Grafikerin
- Heinrich von Wedel (1784–1861), preußischer General der Kavallerie, Militärgouverneur der Bundesfestung Luxemburg
- Heinrich Kaspar von Wedel (1778–1858), preußischer Major und Ritter des Ordens Pour le Mérite
- Henning von Wedel (* 1945), deutscher Rechtsanwalt
- Hermann von Wedel (General, 1813) (1813–1894), preußischer Generalleutnant
- Hermann von Wedel (General, 1814) (1814–1896), preußischer Generalmajor
- Hermann von Wedel (General, 1848) (1848–1913), preußischer Generalleutnant
- Hermann von Wedel (General, 1862) (1862–1928), preußischer Generalmajor
- Hermann von Wedel (General, 1893) (1893–1944), deutscher Generalmajor, Kommandeur der 10. Luftwaffen-Felddivision
- Hermann Wedel (* 1939), deutscher Unternehmer und Manager (Leiser Handelsgesellschaft)
- Hermann von Wedel-Jarlsberg (1779–1840), norwegischer Politiker und Staatsmann

### I
- Ira Wedel (* 1976), deutsche Autorin

### J
- Jakob Wedel (1931–2014), russlanddeutscher Künstler und Bildhauer
- Janine R. Wedel (* 1957), US-amerikanische Politikwissenschaftlerin und Anthropologin
- Joachim von Wedel (1552–1609), deutscher Gutsbesitzer und Annalist
- Johann Adolph Wedel (1675–1747), deutscher Mediziner
- Johanna Marianne von Wedel (1750–1815), Hofdame der Herzogin Louise
- Juan Wedel (1944–2013), costa-ricanischer Bogenschütze

### K
- Karl von Wedel (General, 1783) (1783–1858), preußischer Generalleutnant
- Karl von Wedel (General, 1814) (1814–1890), preußischer Generalmajor
- Karl von Wedel (General, 1842) (1842–1919), deutscher General und Diplomat, kaiserlicher Statthalter von Elsaß-Lothringen (1907–1914)
- Karl von Wedel-Parlow (1873–1936), deutscher Politiker (NSDAP), MdR, MdL
- Karl von Wedel-Piesdorf (1845–1917), deutscher Landrat und Politiker
- Karl Alexander von Wedel (1741–1807), preußischer Generalmajor
- Karl Ernst Wedel (1813–1902), deutscher Konditor und Unternehmer
- Karl-Wilhelm Wedel (1925–2017), deutscher Chirurg und Admiralarzt
- Kassandra Wedel (* 1984), deutsche Tänzerin, Hip-Hop-Tanztrainerin und Schauspielerin
- Konrad Heinrich von Wedel (1741–1813), preußischer Generalmajor
- Kurt von Wedel (1846–1927), preußischer Gutsbesitzer und Mitglied des preußischen Herrenhauses

### L
- Leopold Wedel (* 1941), österreichischer Politiker (SPÖ)
- Ludolf von Wedel-Parlow (1890–1970), deutscher Literaturwissenschaftler
- Ludwig Wedel (1909–1993), deutscher Politiker (SPD)

### M
- Magnus von Wedel (1806–1885), deutscher Landrat und Politiker
- Mathias Wedel (* 1953), deutscher Journalist und Schriftsteller
- Matthias Wedel (auch Matthias von Wedel; † 1465), deutscher Rechtsgelehrter
- Max von Wedel (1850–1906), iranischer General und Generaldirektor der persischen Post
- Michael Wedel (* 1969), deutscher Medienhistoriker

### O
- Oskar von Wedel (1835–1908), Jurist, Hofbeamter
- Otto von Wedel (1769–1813), preußischer Offizier
- Otto Joachim Moritz von Wedel (1752–1794), sachsen-weimarischer Oberforstmeister

### P
- Peter Graf von Wedel (* 1920), deutscher Jurist, Kurverwalter von Caspar Graf von Oeynhausen (Bad Driburg)

### R
- Reymar von Wedel (1926–2023), deutscher Jurist
- Robert Wedel, Pionier der elektronischen Musik, siehe I Feel Love#Sequenzereinsatz
- Rüdiger von Wedel († 1754), russischer General

### S
- Sebastian George von Wedel (1745–1808), preußischer Landrat
- Stéphanie von Wedel (1852–1937), gebürtige Gräfin Hamilton, schwedischstämmige deutsche Fürstin, Wohltäterin und Tierschützerin

### W
- Wedego von Wedel (1899–1945), deutscher Verwaltungsbeamter
- Wilhelm von Wedel (Landrat) (1837–1912), deutscher Offizier und Landrat
- Wilhelm von Wedel (Polizeipräsident) (1891–1939), deutscher Polizeipräsident und SS-Brigadeführer
- Wilhelm von Wedel-Piesdorf (1837–1915), deutscher Verwaltungsjurist und Politiker, MdR
- Winfried von Wedel-Parlow (1918–1977), Berliner Kommunalpolitiker
- Wolf Christian von Wedel Parlow (* 1937), deutscher Volkswirt und Autor